# Anabarhynchus tricoloratus
Anabarhynchus tricoloratus är en tvåvingeart som beskrevs av Lyneborg 1992. Anabarhynchus tricoloratus ingår i släktet Anabarhynchus och familjen stilettflugor. Inga underarter finns listade i Catalogue of Life.